# Alexandru Popovici (fotbalist)
Alexandru Popovici (n. 9 aprilie 1977, Tiraspol, RSS Moldovenească, URSS) este un fotbalist din Republica Moldova, care joacă pe postul de atacant la clubul FC Saxan.
Între anii 1996–2005 Popovici a jucat 21 de meciuri la echipa națională de fotbal a Moldovei, marcând 3 goluri.

## Palmares
- Divizia Națională

Vicecampion: 1995, 1996, 2008, 2010
Locul 3: 1997
- Cupa Moldovei: 1995

Finalist: 1996
- K-League: 2002
- Premier Liga

Locul 3: 2004

## Goluri internaționale
| Goluri internaționale marcate de Alexandru Popovici | Goluri internaționale marcate de Alexandru Popovici | Goluri internaționale marcate de Alexandru Popovici | Goluri internaționale marcate de Alexandru Popovici | Goluri internaționale marcate de Alexandru Popovici | Goluri internaționale marcate de Alexandru Popovici | Goluri internaționale marcate de Alexandru Popovici |
| #                                                   | Data                                                | Locația                                             | Adversar                                            | Scor                                                | Rezultat                                            | Competiție                                          |
| --------------------------------------------------- | --------------------------------------------------- | --------------------------------------------------- | --------------------------------------------------- | --------------------------------------------------- | --------------------------------------------------- | --------------------------------------------------- |
| 1                                                   | 9 aprilie 1996                                      | Chișinău, Republica Moldova                         | Ucraina                                             | 2–2                                                 | 2–2                                                 | Meci amical                                         |
| 2                                                   | 2 februarie 2000                                    | Larnaca, Cipru                                      | Armenia                                             | 1–1                                                 | 1–2                                                 | Turneu amical                                       |
| 3                                                   | 6 februarie 2000                                    | Larnaca, Cipru                                      | Slovacia                                            | 2–0                                                 | 2–0                                                 | Turneu amical                                       |